# This machine kills fascists

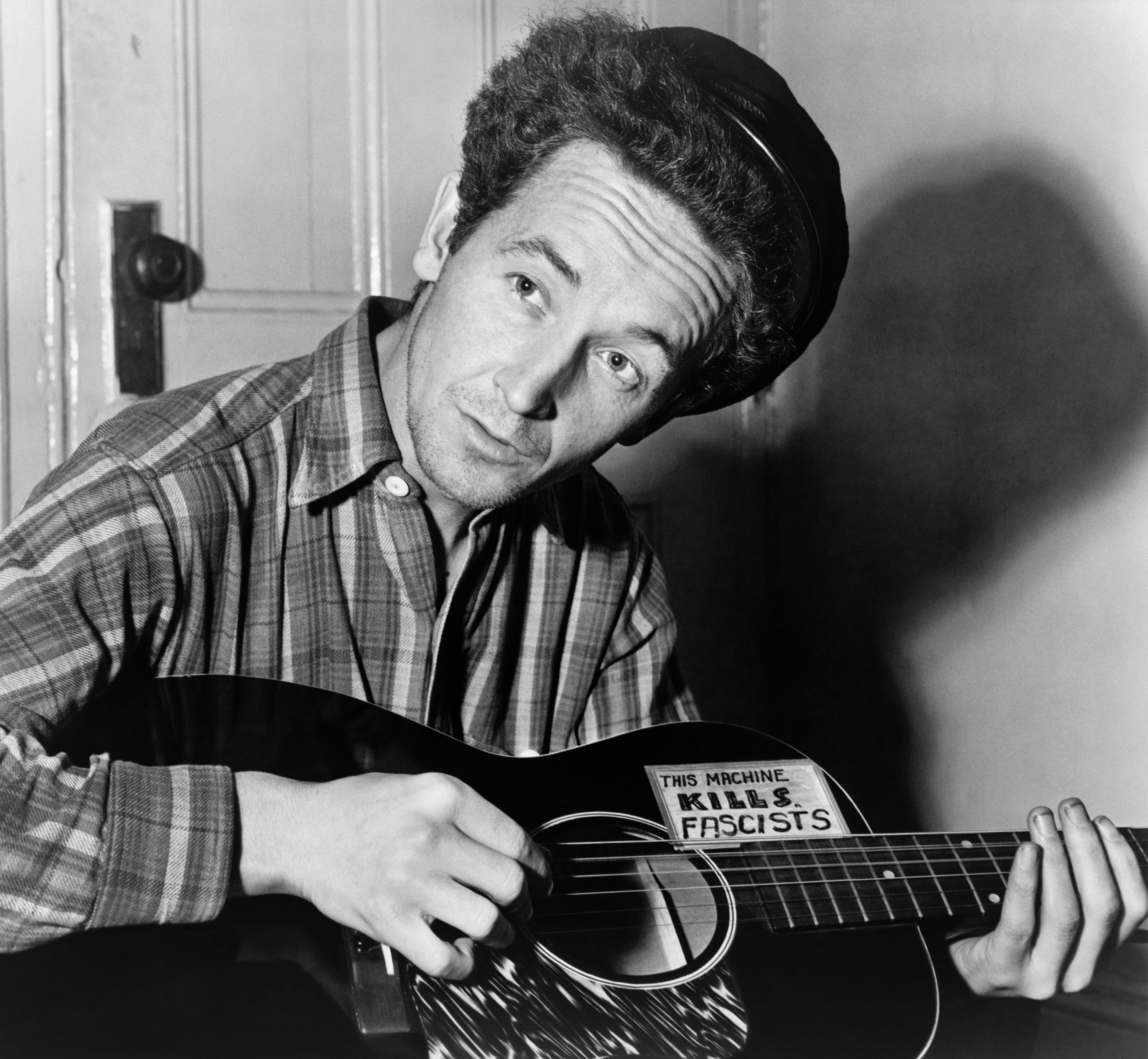
Woody Guthrie el 1943 amb la seva guitarra etiquetada "Aquesta màquina mata feixistes"

"This Machine Kills Fascists" (Aquesta Màquina Mata Feixistes) és un missatge que Woody Guthrie va posar en una etiqueta a la seva guitarra a principis dels anys quaranta, i que va inspirar molts artistes posteriors.

## Concepció
Poc després de traslladar-se a un petit apartament del quart pis de Manhattan, Guthrie va escriure la cançó de guerra "Talking Hitler 's Head Off Blues". Això es va publicar al diari Daily Worker llavors "En forma de patriotisme i de fe en l'impacte de la cançó, va pintar a la seva guitarra AQUESTA MÀQUINA MATA FEIXISTES".

## La posició de Guthrie contra el feixisme
En oposició al feixisme Guthrie va arribar a conceptualitzar aquesta ideologia com "una forma d'explotació econòmica similar a l'esclavitud...", i va denunciar els feixistes, sobretot els seus líders, com una colla de gàngsters que haurien pretès "apropiar-se de tot el món". Aquest tema fa referència a una estratègia de protesta que ja havia utilitzat durant la Gran Depressió, "quan una elit benestant havia provocat la desigualtat social, política i econòmica". Durant aquest període, Guthrie havia romanticitzat les accions de fugitius com Jesse James, Pretty Boy Floyd, Martha Jane Canary o els Germans Dalton com a accions legítimes de responsabilitat social i com a "expressió final de protesta", transformant així els fugitius de la llei com a partidaris arquetípics en la resistència arquetípica contra els que va declarar culpables del deteriorament de les condicions econòmiques i socials.
En aquest sentit, Guthrie presentà els opositors al feixisme no com a simples símbols del prohibit també en un estat feixista, sinó a herois que s'alçaven "en temps de turbulència econòmica i desintegració social" per combatre contra "una força criminal molt il·legítima destinada a explotar la gent comuna".
Guthrie no només retratà els feixistes com a "gàngsters estúpids", sinó que externalitzà l'aspecte inhumà del feixisme equiparant els seus representants a animals connotats negativament i associats a trets desfavorables. Així, parlà d'una “serp nazi” que s'havia de combatre amb Hitler com a cap en la seva cançó Talking Hitler's Head Off Blues. Si no que Guthrie també declarà que "tot el que és humà és anti-Hitler" i, a la seva cançó You Better Get Ready, fa dir al personatge de Satanàs que "el bon vell infern no és res comparat amb Hitler, l'infern està suavitzat!". Guthrie veié la lluita contra el feixisme com la lluita final entre el bé i el mal: en una carta a Railroad Pete, afirmà que "el feixisme i la llibertat són els dos únics camps que s'enfronten... [aquest és la guerra] que el món ha estat esperant 25 milions d'anys... [que resoldria tots els comptes d'una vegada per totes".
Guthrie glorificà la mort dels feixistes de la mà de la franctiradora soviètica Liudmila Pavlitxenko a la seva cançó Miss Pavlichenko de 1942, que inclou els versos "Alça la vista i cau un Hun. I més de tres-cents gossos nazis cauen al davant el teu rifle".